# Spoetnik (film)
Spoetnik is een Nederlandse korte film uit 2015 van regisseur en scenarist Noël Loozen. De film is gemaakt in het kader van de serie Kort! en ging in première op 29 september 2015 tijdens het Nederlands Film Festival. De film won de jeugdjuryprijs L’Onda tijdens het Italiaanse Concorto Film Festival en werd genomineerd voor een Kristallen Beer in Berlijn.

## Plot
Op de grens staan een bordeel en het met sluiting bedreigde frietkot Spoetnik. Sam werkt in het frietkot en wordt verliefd op Zola, die in het bordeel werkt. Sam overmeestert de pooier en bevrijdt Zola uit het bordeel. Gilles, de frietkotuitbater, stelt zijn caravan ter beschikking tot het jonge stel en gaat zelf in het frietkot slapen. Terwijl Gilles in het gebouw slaapt wordt deze in brand gestoken door de woedende pooier. Door de brand wordt de spoetnik die als reclame-attribuut op het frietkot staat, gelanceerd. Sam en Zola vluchten op een brommer waardoor het door de toenemende afstand steeds kleiner wordende achterlicht versmelt met de sterren. In het eindshot zien we de "Spoetnik" door de ruimte vliegen, op weg naar de ster die gevormd wordt door Sam en Zola.

## Rolverdeling
- Sam: Jiri Loozen
- Zola: Romy Gevers
- Gilles: Michel Van Dousselaere
- Ambtenaar: Michiel Kerbosch
- Pooier: Marcel Zwoferink